# Elisabetta Cavallotti
Pour les articles homonymes, voir Cavallotti.
Elisabetta Cavallotti, née le 1er juillet 1967 à Bologne, est une actrice italienne.

## Biographie
Après ses débuts au théâtre en 1982 dans La Patente de Luigi Pirandello, Elisabetta Cavallotti s'est principalement consacrée au cinéma. Parmi les films dans lesquels elle a joué, on se souvient de : I laureati (1995), Guardami (1999), Cattive inclinazioni (2003),,. Elle est également apparue dans des séries télévisées comme Un sacré détective, Un posto al sole (le premier soap opera tourné en Italie) et Capri. En 1999, elle a fait partie du casting du film Guardami, réalisé par Davide Ferrario, où certaines scènes de sexe non simulées ont frappé l'opinion publique et la critique. L'actrice, qualifiée de "star de la journée à la Mostra de Venise", a exprimé son malaise lors de la sortie du film : "Ce n'est pas amusant de tourner des films pornographiques", mais c'était un défi. Pourtant, je n'ai pas l'impression que mon film a été utilisé à des fins commerciales. La même année, Guardami a été présenté en compétition aux David di Donatello. L'actrice a ensuite tourné plusieurs autres films, le dernier en date étant en 2021, intitulé Si vive una volta sola, réalisé par Carlo Verdone.
En septembre 2020, elle a remporté le Reggio Calabria Film Fest en tant que meilleure actrice pour le film La guerra a Cuba. Le film a été présenté dans de nombreux festivals et événements, dont le Los Angeles Italia Film Festival.
Elle est la descendante du politicien et poète Felice Cavallotti.

## Filmographie
- 1988 : Elena (téléfilm)
- 1993 : Antelope Cobbler
- 1993 : Il tuffo : Monica
- 1993 : Un amore rubato (téléfilm)
- 1994 : L'ombra della sera (téléfilm) : Carla
- 1994 : Love Burns : la fille agressée
- 1995 : In nome della famiglia (série télévisée)
- 1995 : The Graduates : Marta
- 1996 : I ragazzi del muretto (série télévisée) : Paola
- 1996 : Estate in città (court métrage télévisé)
- 1997 : We All Fall Down : la professeure
- 1997 : Mio padre è innocente (téléfilm)
- 1999 : Guardami : Nina
- 2001 : Hotel
- 2002 : From Zero to Ten : Caterina
- 2002 : Un sacré détective (série télévisée) : Sara Giuliani
- 2003 : Bad Inclination : Otilia
- 2004 : Zorba il Buddha : Ritu
- 2004 : Dentro la città : Francesca
- 2005 : Briciole (téléfilm) : Elena
- 2005 : Taxi Lovers : Giovanna
- 2006 : Il punto rosso : Carla
- 2008 : Capri (série télévisée) : sœur Marta
- 2008 : Animanera : Luciana
- 2012 : Vai col liscio (court métrage)